# 3-й Офицерский генерала Маркова полк

Флаг полка

3-й Марковский полк (3-й Офицерский генерала Маркова полк) — воинское подразделение в составе частей Вооружённых сил Юга России и Русской армии Врангеля в октябре 1919 — ноябре 1920 годов, принимавшее участие в Гражданской войне в России.

## Формирование полка
3-й Марковский полк был сформирован 16 октября 1919 года в Харькове на базе офицерского кадра 9-й роты Марковского полка. Формирование велось с сентября 1919 года. Полк входил в состав 1-й пехотной дивизии, а с 27 октября 1919 года — в состав Марковской дивизии.

## Командный состав
Командиры полка:
- полковник А. С. Наумов (сентябрь — октябрь 1919)
- капитан А. С. Урфалов (врио, октябрь — 1 ноября 1919)
- капитан В. Е. Павлов (врио, 1-21 ноября 1919)
- капитан М. Ф. Савельев (21 ноября 1919 — март 1920)
- капитан (подполковник) А. С. Урфалов (март — 8 августа 1920) (убит 8.08.1920 у ст. Пришиб)
- подполковник Д. П. Никитин (8 августа — нач. октября 1920)
- подполковник П. Я. Сагайдачный (с нач. октября 1920)

Командиры батальонов:
- капитан В. Е. Павлов
- капитан Е. К. Космачевский
- подполковник П. Я. Сагайдачный
- подполковник Т. М. Чибирнов
- капитан А. В. Стрелин

Командиры рот:
- поручик П. М. Семенюшкин
- поручик Сергеев (убит)
- штабс-капитан Ткаченко (убит)